# Scarabaeus nitidicollis
Scarabaeus nitidicollis es una especie de escarabajo del género Scarabaeus, familia Scarabaeidae. Fue descrita científicamente por Lansberge en 1882.
Habita en la región afrotropical (Somalia).